# Jelena Pieriepielkina
Jelena Iwanowna Pieriepielkina (ros. Елена Ивановна Перепелкина; ur. 24 stycznia 1982) – rosyjska zapaśniczka. Olimpijka z Pekinu 2008, gdzie zajęła jedenaste miejsce w kategorii 72 kg.
Brązowa medalistka mistrzostw świata w 2005 i 2006. Mistrzyni Europy w 2006. Pierwsza w Pucharze Świata w 2004; druga w 2002, 2006 i 2007; piąta w 2017, a siódma w 2005.
Wygrała ME juniorów w 2001 i 2002. Mistrzyni Rosji w 2005, 2008, 2009 i 2017, druga w 2007, 2011, 2014 i 2016, a trzecia w 2010, 2012 i 2015 roku.